# Benlloc

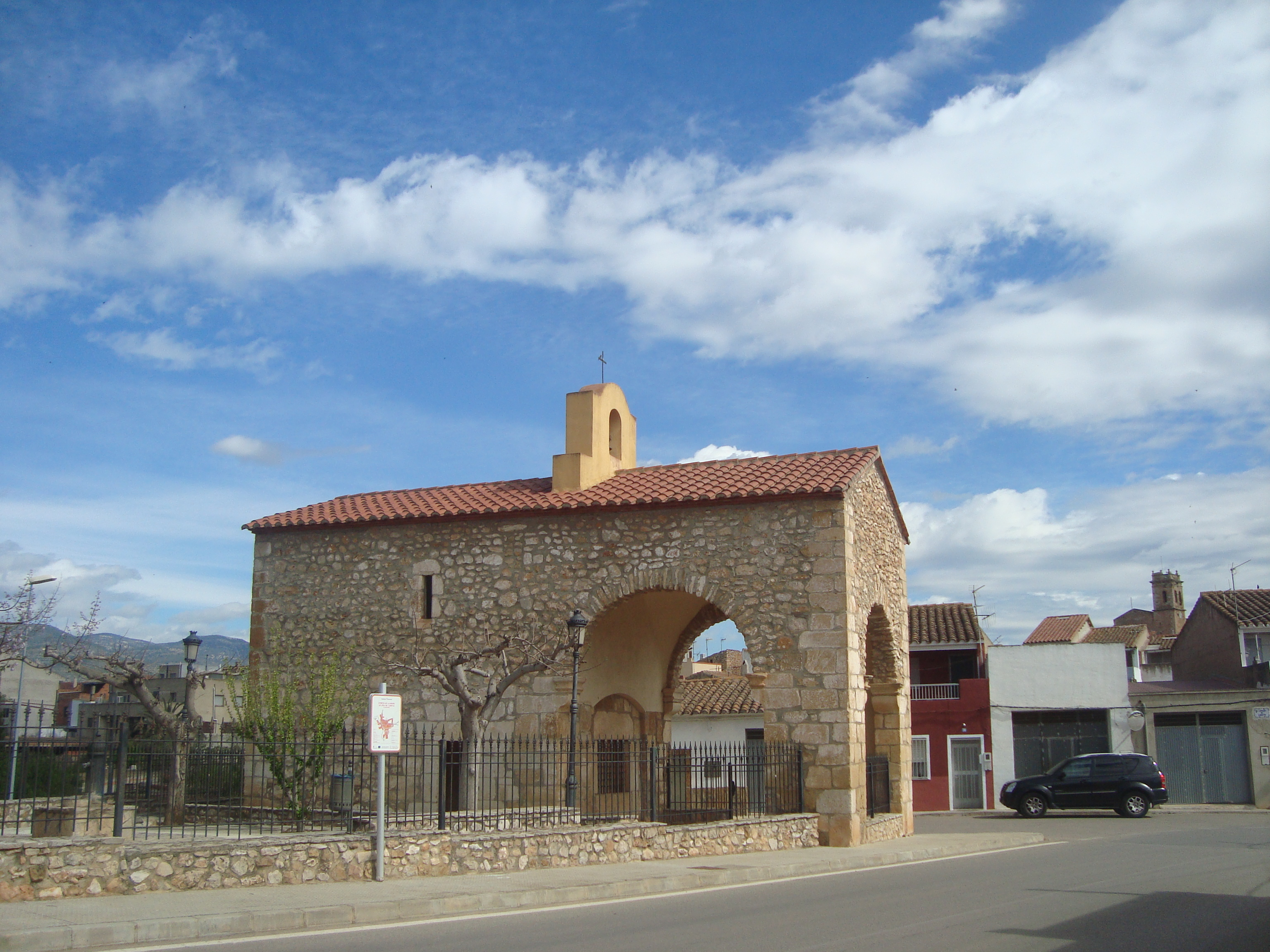
Ermita de Loreto (Benlloc)

Benlloc, in precedenza Benlloch, è un comune spagnolo di 901 abitanti situato nella comunità autonoma Valenciana.
Il cambio di nome ufficiale è stato approvato l'11 maggio 2018 con decreto della presidenza della Generalitat Valenciana..

## Altri progetti

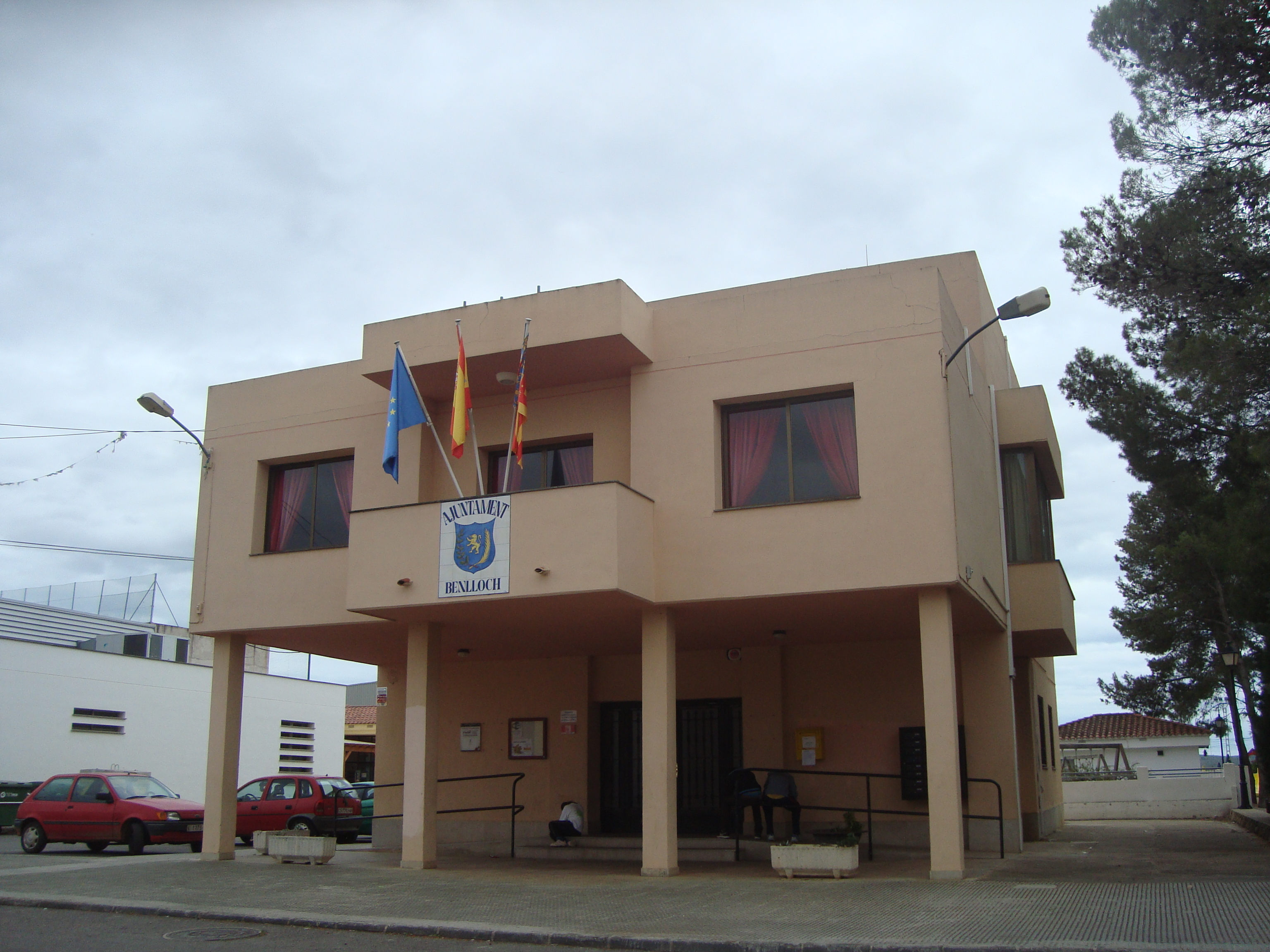
Consiglio comunale

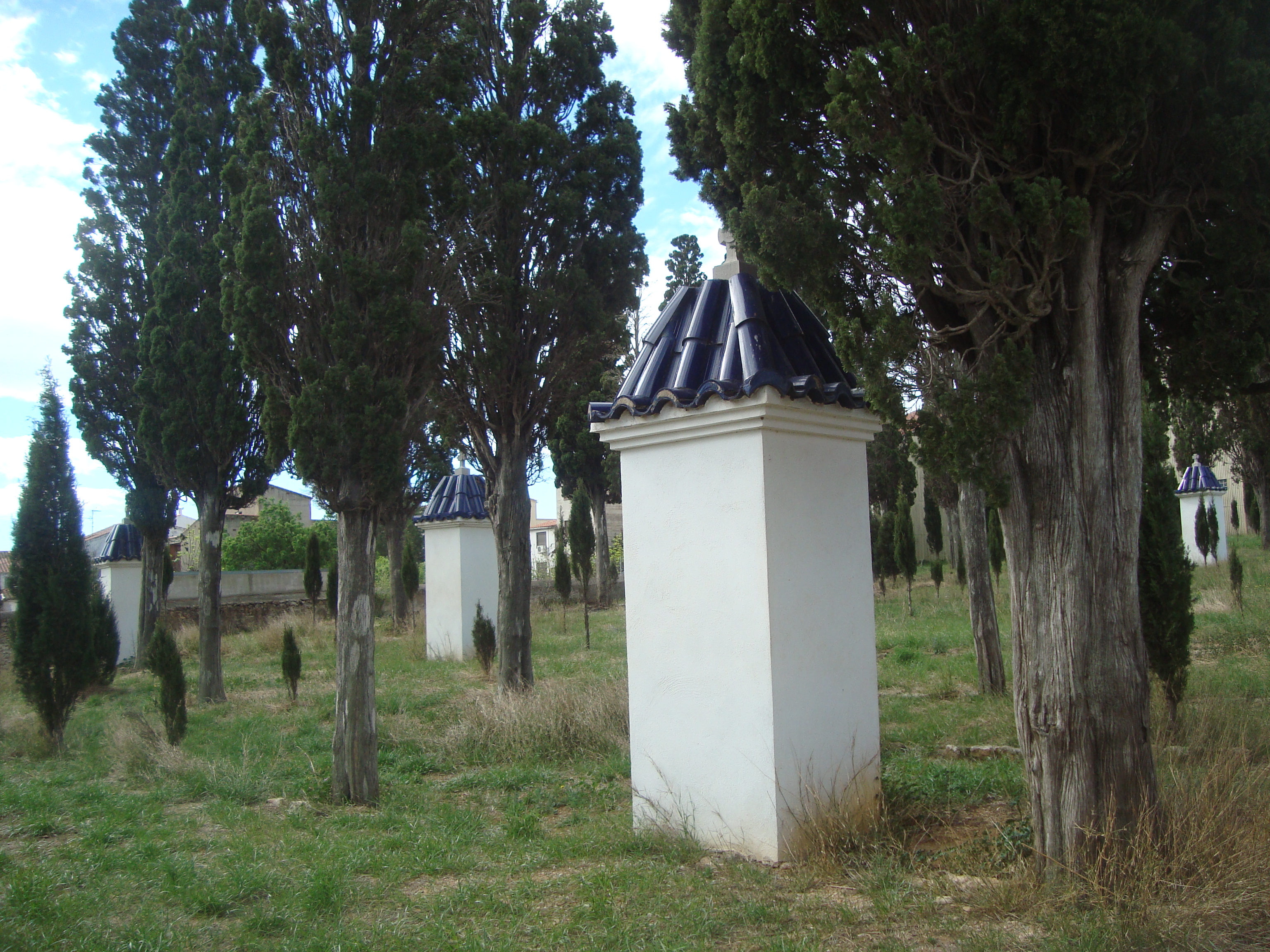
Calvario

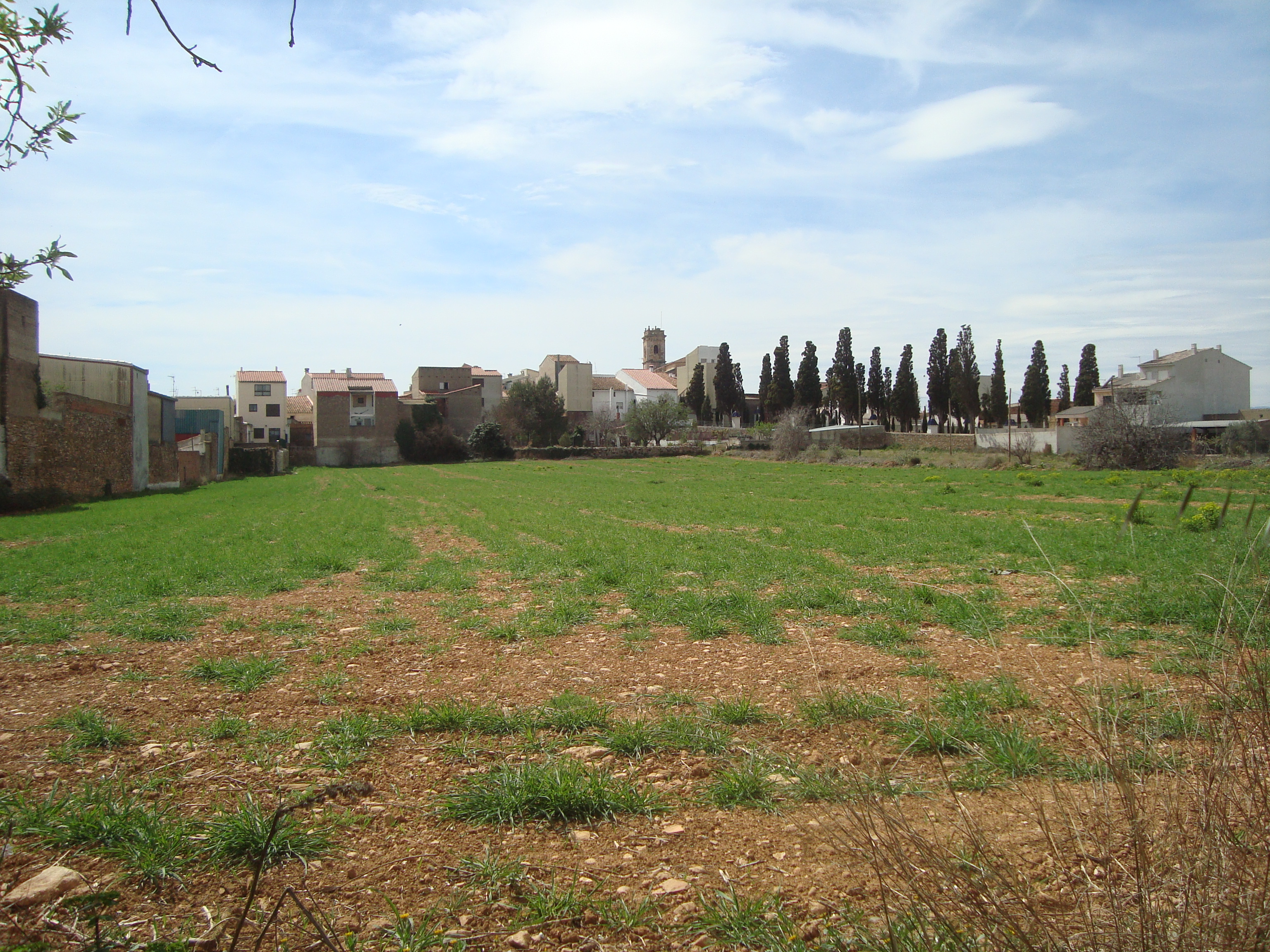
Panorama

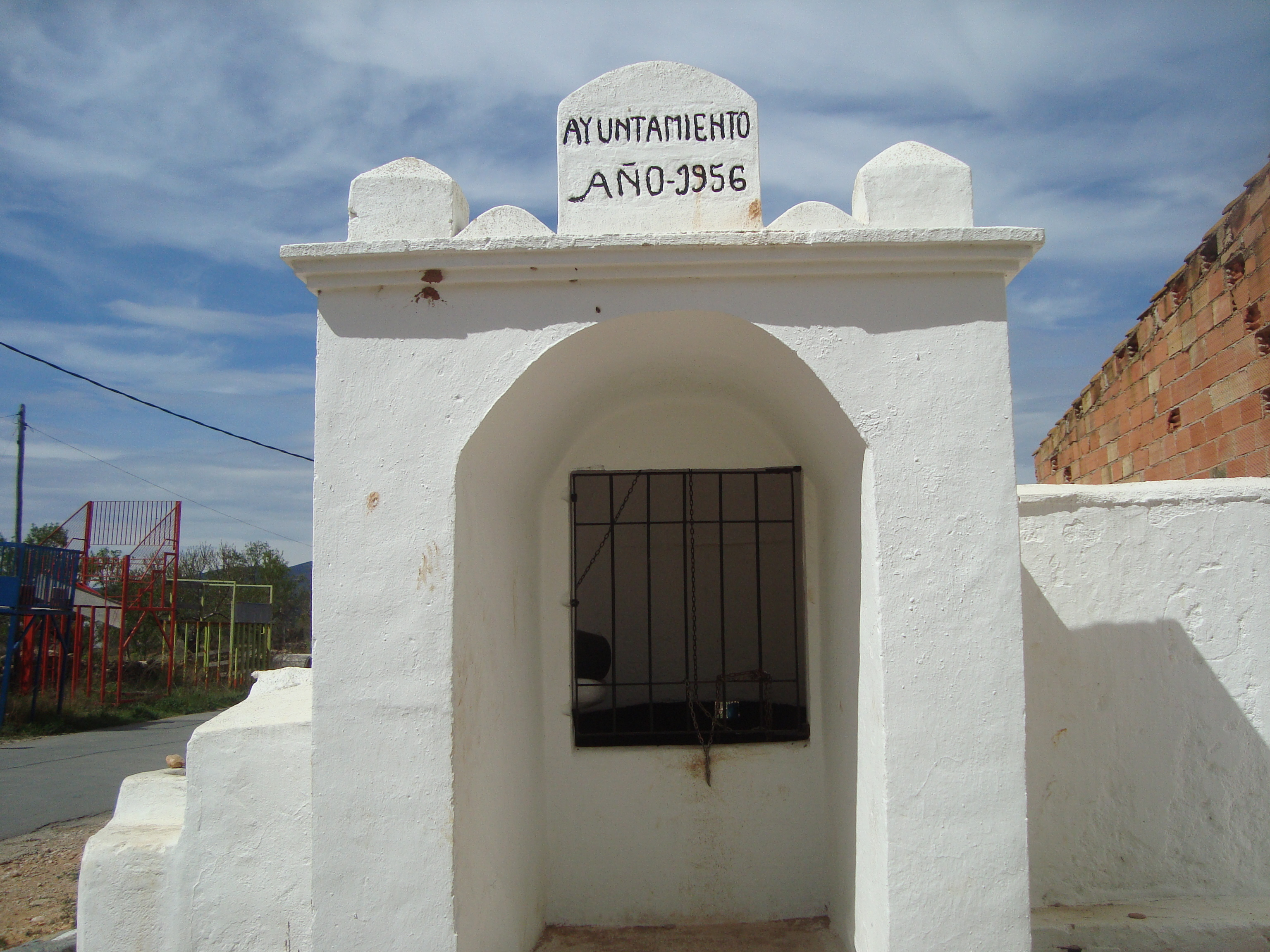
Cisterna monumentale